# Katherine Washington
Katherine Washington (Murfreesboro, 24 giugno 1933 – Murfreesboro, 19 settembre 2019) è stata una cestista statunitense.

## Carriera
Attiva nella AAU, vinse la medaglia d'oro con gli Stati Uniti ai Campionati del mondo del 1953 e del 1957 e ai Giochi panamericani del 1959.
Nel 2000 fu introdotta nella Women's Basketball Hall of Fame.